# لويس جرستنر
لويس جرستنر فنسنت الابن (بالإنجليزية: Louis V. Gerstner)‏ (ولد في 1 مارس 1942 في مينيولا، نيويورك) هو رجل أعمال أمريكي، اشتهر توليه منصب رئيس مجلس الإدارة والرئيس التنفيذي لشركة آي بي إم من أبريل 1993 حتى عام 2002 عندما تقاعد من منصب الرئيس التنفيذي في مارس ثم تخلى عن رئاسة الشركة في ديسمبر كانون الأول. وينسب إلى ه الفضل في تحسين أوضاع شركة أي بي أم.
وكان سابقا الرئيس التنفيذي لشركة RJR نابيسكو، وأيضا مناصب رفيعة في أمريكان إكسبريس وشركة ماكينزي آند كومباني. وهو خريج من مدرسة شاماندي الثانوية (1959)، كلية دارتموث (1963) وحاصل على ماجستير في إدارة الأعمال من كلية هارفرد للأعمال. وهو عضو سابق في اللجنة التوجيهية لمجموعة بيلدربيرغ.

## الأعمال الإلكترونية
في كتاب «من يقول ان الافيال لا تستطيع الرقص ؟» الذي قام لويس جرستنر بتأليفه عام 1996 ظهر مصطلح الأعمال الإلكترونية لأول مرة، حيث اشار المصطلح «الأعمال التجارية الإلكترونية» لفرق الإنترنت والتسويق في آي بي إم في عام 1996.

## أوسمة وجوائز
حصل على وسام فارس من ملكة بريطانيا نتيجة لمجهوده في الارتقاء بالتعليم عبر الإنترنت في إنجلترا.

## وصلات خارجية
- لويس جرستنر على موقع الموسوعة البريطانية (الإنجليزية)
- لويس جرستنر على موقع مونزينجر (الألمانية)
- لويس جرستنر على موقع إن إن دي بي (الإنجليزية)
- لويس جرستنر على موقع أوليمبيديا (الإنجليزية)

- IBM's biography of Louis V. Gerstner Jr.
- The Carlyle Group's biography of Gerstner